# Drzęczno
Drzęczno (Drzęszczno) – śródleśne jezioro rynnowe w mezoregionie Bory Tucholskie, w kompleksie leśnym Borów Tucholskich, w gminie Stara Kiszewa powiatu kościerskiego województwa pomorskiego.
Drzęczno znajduje się przy turystycznym  Szlaku Kamiennych Kręgów.
Powierzchnia całkowita: 39,29 ha.